# Shinpei Mykawa

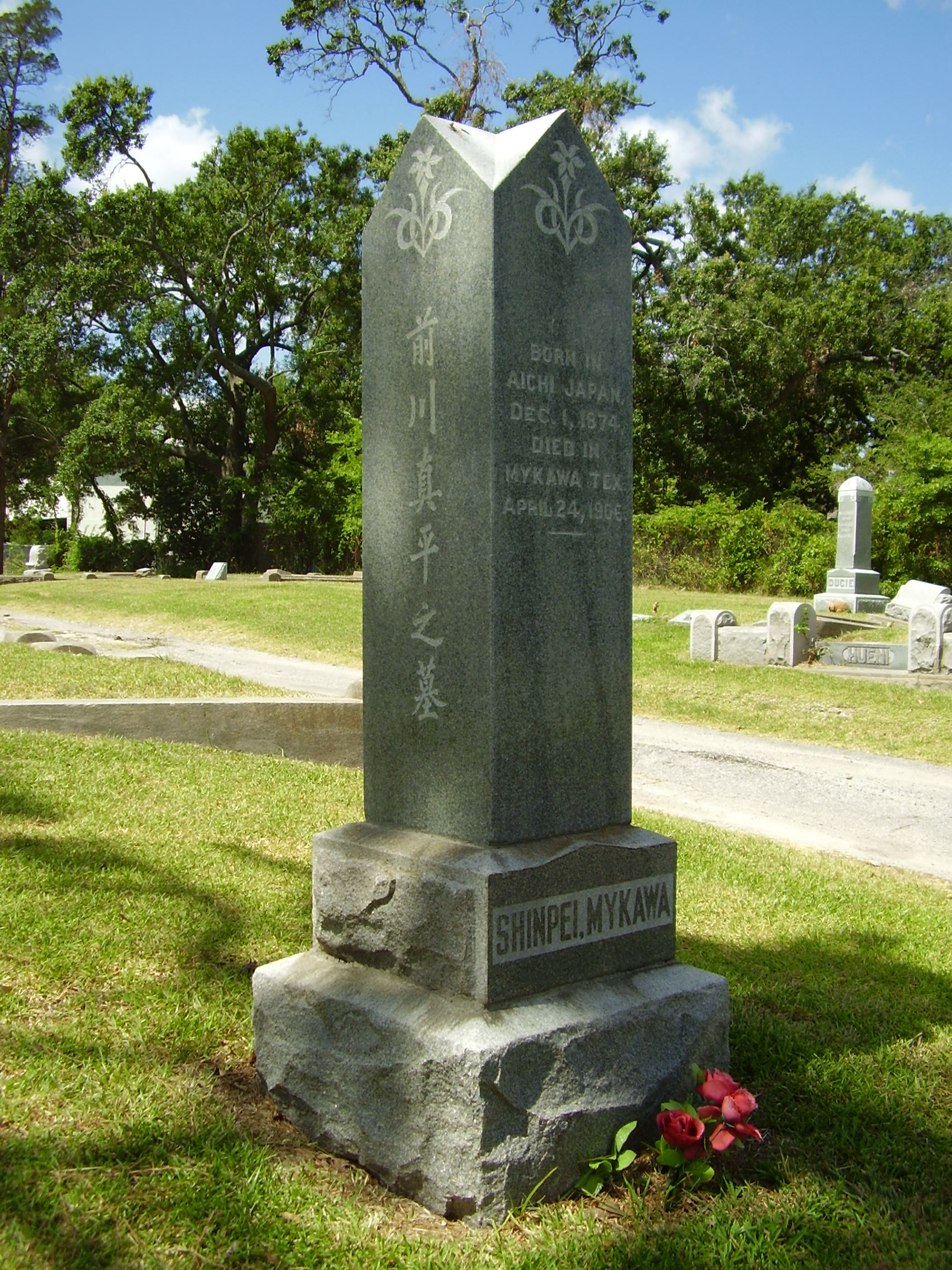
Sa tombe au cimetière Hollywood de Houston.

Shinpei Mykawa (前川 真平, Maekawa Shinpei), né le 1er décembre 1874 à Aichi au Japon et tué dans un accident agricole à l'âge de 41 ans le 24 avril 1906 à Houston aux États-Unis, est un agriculteur japonais qui contribua à l'introduction de la culture du riz dans le sud du Texas. 

## Biographie
Mykawa est diplômé de l'établissement prédécesseur de l'université Hitotsubashi qui est à l'époque l'une des nombreuses écoles de commerce de Tokyo. En 1903, Mykawa arrive aux États-Unis pour la première fois en tant qu'officier naval représentant le Japon à l'exposition internationale de Saint-Louis au Missouri. Pendant le retour vers le Japon, il passe par Houston et réalise que la région alentour est idéale pour la culture du riz. Il élabore ainsi un projet de ferme rizicole avant de s'installer à Erin Station, une commune du comté de Harris au Texas, où il fonde une exploitation agricole en 1906 avec quatre associés.
Le 24 avril 1906, Mykawa est tué en chutant sous une pièce du matériel agricole de l'exploitation. La compagnie ferroviaire de Santa Fé renomme Erin Station en Mykawa (Texas) (en) en son honneur, et l'immigration japonaise au Texas est depuis perçue comme amicale par la communauté asio-américaine. L'école Mykawa est établie dans ce quartier, et une route Mykawa est nommée en son honneur. Le nom Mykawa, quand il se trouve dans le nom d'une ville ou d'une route, est prononcé différemment de l'actuelle nom japonais Maekawa. En 2008, le quartier Mykawa est intégré dans la ville de Houston.
La tombe de Mykawa se trouve au cimetière Hollywood à Houston. Durant la Seconde Guerre mondiale, le cimetière place sa tombe sous protection après que des menaces de dégradation aient été proférées par téléphone.